# Bonner SC
Bonner Sport-Club 01/04 e. V. é uma agremiação alemã, fundada a 18 de junho de 1965, sediada em Bonn. Resulta da fusão de Bonner FV e  Tura Bonn.

## História
O Bonner FV foi fundado em 1901 e era conhecido no início como o "Clube dos Acadêmicos", haja vista que muitos de seus líderes e membros eram professores. O time alcançou bons resultados como uma equipe de segundo nível na fase anterior à Segunda Guerra Mundial, jogando por vezes na Gauliga Mittelrhein. Em 1959, o FV conquistou a Verbandsliga Mittelrhein (III) e subiu para a Oberliga West (II).
Já o Tura foi formado, em 1925, através da fusão de FC Normannia e Borussia FC. Sua adesão ocorreu a partir da classe trabalhadora. A união também incluiu o FC Regina Bonn, fundado em 1904. A exemplo do Bonner FV, o Tura atuou como um time nível II e seu maior sucesso foi a conquista de 1962 do Campeonato Alemão Amador, seção West, e sua aparência subseqüente no amador nacional final, no qual perdeu a decisão por 1 a 0 diante do SC Tegel.
Desde a sua fundação, em 1965, o Bonner SC tem jogado alternado entre a terceira e a quarta divisão, com exceção de algumas temporadas em que permaneceu no módulo II entre 1966-1967 e 1976-1977. Em 2000-2001, desceram à Verbandsliga Mittelrhein (V). Apesar do escasso sucesso, o time foi capaz de promover uma fenomenal campanha na Oberliga Nordrhein-Westfalen na temporada 2008-2009 e se tornar campeão, chegando à Regionalliga em 2009-2010.
O clube foi obrigado a declarar falência a julho de 2010 e foi, portanto, incapaz de disputar a Regionalliga. A equipe, que possui um déficit de 7 milhões de euros, também foi impedida de adentrar à NRW-Liga, uma vez que não poderia fornecer garantias necessárias para provar que seria capaz de sobreviver financeiramente. Tendo declarada insolvência após o começo da nova temporada, só poderia integrar o nível abaixo, a Mittelrheinliga. O time caiu e parou por um ano. Na temporada 2011-2012, o Bonner SC passou a jogar a Landesliga Mittelrhein 1, a sétima divisão do futebol alemão.

## Títulos
- Oberliga Nordrhein-Westfalen (V) campeão: 2008-2009;
- Campeão da Liga União Reno (BFV 01): 1959;
- Campeão da Alemanha Ocidental e segundo lugar no Campeonato Alemão Amador (como Tura): 1962;
- Vice-campeão na Liga Rhine meio Association: 1966;
- Campeão da Liga União Reno: 1968;
- Campeão da Liga União Reno: 1972
- vice-campeão na Liga Rhine meio Association: 1974;
- Campeão alemão feminino: 1975;
- Campeão da Liga da União e de promoção para o Reno Médio Bundesliga Norte: 1976;
- Vice-campeão na Liga Rhine meio Association: 1984;
- Campeão da Liga União Reno: 1985;
- Vice-campeão na Liga Rhine meio Association: 1992;
- Campeão na Oberliga Nordrhein: 1997;
- Campeão da Liga União Reno: 2001;
- Vice-Campeão na Nordrhein Oberliga: 2006;
- Campeão dos times A e B da Liga da Juventude: 2011;

## BSC na DFB-Pokal
| DFB-Pokal 1977-1978 | 1ª rodada | Bonner SC – Sportfreunde Eisbachtal  | 5 a 1 |
|                     | 2ª rodada | Alemannia Plaidt – Bonner SC         | 1 a 2 |
|                     | 3ª rodada | Borussia Mönchengladbach – Bonner SC | 3 a 0 |

## Retrospecto no Campeonato Alemão
| Temporada | Liga                      | Colocação | Resultado             |
| --------- | ------------------------- | --------- | --------------------- |
| 1965/66   | Verbandsliga Mittelrhein  | 2ª        | Promovido             |
| 1966/67   | Regionalliga West         | 17ª       | Rebaixado             |
| 1967/68   | Verbandsliga Mittelrhein  | 1ª        | Promovido             |
| 1968/69   | Regionalliga West         | 15ª       |                       |
| 1969/70   | Regionalliga West         | 13ª       |                       |
| 1970/71   | Regionalliga West         | 17ª       | Rebaixado             |
| 1971/72   | Verbandsliga Mittelrhein  | 1ª        |                       |
| 1972/73   | Verbandsliga Mittelrhein  | 7ª        |                       |
| 1973/74   | Verbandsliga Mittelrhein  | 2ª        |                       |
| 1974/75   | Verbandsliga Mittelrhein  | 3ª        |                       |
| 1975/76   | Verbandsliga Mittelrhein  | 1ª        | Promovido             |
| 1976/77   | 2. Bundesliga Nord        | 16ª       | Revogação da licença  |
| 1977/78   | Verbandsliga Mittelrhein  | 3ª        | Promovido             |
| 1978/79   | Oberliga Nordrhein        | 7ª        |                       |
| 1979/80   | Oberliga Nordrhein        | 10ª       |                       |
| 1980/81   | Oberliga Nordrhein        | 16ª       | Rebaixado             |
| 1981/82   | Verbandsliga Mittelrhein  | 7ª        |                       |
| 1982/83   | Verbandsliga Mittelrhein  | 6ª        |                       |
| 1983/84   | Verbandsliga Mittelrhein  | 2ª        |                       |
| 1984/85   | Verbandsliga Mittelrhein  | 1ª        | Promovido             |
| 1985/86   | Oberliga Nordrhein        | 13ª       |                       |
| 1986/87   | Oberliga Nordrhein        | 5ª        |                       |
| 1987/88   | Oberliga Nordrhein        | 14ª       |                       |
| 1988/89   | Oberliga Nordrhein        | 9ª        |                       |
| 1989/90   | Oberliga Nordrhein        | 14ª       |                       |
| 1990/91   | Oberliga Nordrhein        | 16ª       | Rebaixado             |
| 1991/92   | Verbandsliga Mittelrhein  | 2ª        | Promovido             |
| 1992/93   | Oberliga Nordrhein        | 4ª        |                       |
| 1993/94   | Oberliga Nordrhein        | 6ª        | Promovido             |
| 1994/95   | Regionalliga West/Südwest | 12ª       |                       |
| 1995/96   | Regionalliga West/Südwest | 19ª       | Rebaixado             |
| 1996/97   | Oberliga Nordrhein        | 1ª        | Promovido             |
| 1997/98   | Regionalliga West/Südwest | 16ª       | Rebaixado             |
| 1998/99   | Oberliga Nordrhein        | 13ª       |                       |
| 1999/00   | Oberliga Nordrhein        | 15ª       | Rebaixado             |
| 2000/01   | Verbandsliga Mittelrhein  | 1ª        | Promovido             |
| 2001/02   | Oberliga Nordrhein        | 10ª       |                       |
| 2002/03   | Oberliga Nordrhein        | 12ª       |                       |
| 2003/04   | Oberliga Nordrhein        | 15ª       |                       |
| 2004/05   | Oberliga Nordrhein        | 16ª       |                       |
| 2005/06   | Oberliga Nordrhein        | 2ª        |                       |
| 2006/07   | Oberliga Nordrhein        | 4ª        |                       |
| 2007/08   | Oberliga Nordrhein        | 10ª       | NRW-Liga Qualificação |
| 2008/09   | NRW-Liga                  | 1ª        | Promovido             |
| 2009/10   | Regionalliga West         | 10ª       |                       |
| 2010/11   | Kein Spielbetrieb Herren  |           | Insolvência           |
| 2011/12   | Landesliga Mittelrhein I  | 4ª        |                       |

## Elenco
Atualizado em 27 de maio de 2021.
- : Capitão
- : Lesão